# Пунцоглин
Пунцогли́н (монг. Пунцоглин; тиб. ཕུན་ཚོག་གླིང, Вайли phun tshogs gling) — буддийский храм в Улан-Баторе, находящийся в районе Баянгол. Принадлежит к школе ньингма, и известен в народе как «храм железнодорожников».

## История
По инициативе члена Союза монгольских верующих Д. Галбадраха 1 октября 1990 года напротив управления Улан-Баторской железной дороги при участии лопён-ламы А. Дэрэндоржа и Н. Сонома открылась юрта-молельня. С 28 мая 1991 года по предложению Союза верующих железнодорожников службы стали проходить в ведомственном детском саду, который располагался через дорогу напротив Железнодорожного музея на месте разрушенного в 1930-е годы храма, относившегося, вероятно, к комплексу Восточного Хурэ. В 1992 году, во время учений Бакулы Ринпоче, на которых переводчиком присутствовал нынешний хамбо-лама Гандантэгченлина Дэмбэрэлийн Чойжамц, будущий храм получил имя Пунцоглин. Бывший ведомственный детский сад, располагающийся недалеко от городского вокзала, реконструировали в буддийском стиле, были введены традиционные должности — цорджи, лопён, главный и малый унзад, гэбкуй и другие. Храм возглавил его основатель Галбадрах, цорджи стал С. Очир, лопёном Т. Бадам. В этот период в храме началось отправление регулярных буддийских служб.
В отличие от большинства храмов и монастырей монгольской столицы, Пунцоглин, как и ещё один улан-баторский храм Уржиншаддувлин, принадлежат к тибето-буддийской школе ньингма.
В июле 2015 года храм подвергся грабежу; из него были украдены бурханы Ваджрапани и Зелёной Тары, однако в скором времени вор был пойман, а статуи возвращены.